# Kantar Group
Kantar Україна — (ТОВ «Тейлор Нельсон Софрез Україна»; з травня 2021 — ТОВ «Кантар Україна») — компанія, що спеціалізується на маркетингових дослідженнях та консалтингу, заснована в 2001 році як TNS Україна. У 2016 році компанія почала діяти під брендом Kantar TNS Україна. Внаслідок об'єднання усіх брендів під назвою Kantar у 2019 році компанія отримала назву Kantar Україна. Входить до складу міжнародного холдингу Kantar Group. Генеральний директор — Світлана Винославська.

## Історія
Kantar Україна заснована в 2001 році в результаті злиття компаній SOCIS Gallup International та MMI Ukraine.
Компанія є членом Української асоціації маркетингу (УАМ) та Європейської асоціації дослідників громадської думки і маркетингу (ESOMAR).
У 2005 році Kantar першою серед дослідницьких компаній в Україні запровадила систему менеджменту якості ISO 9001:2000.
У травні 2009 року компанія отримала міжнародний сертифікат якості ISO 9001:2008.
У квітні 2011 року першою в Україні була сертифікована «Бюро Верітас» за міжнародним стандартом ISO 20252:2006, який підтверджує відповідність виробничого циклу і системи менеджменту якості організації міжнародним вимогам до провайдерів маркетингових та соціологічних досліджень.
У 2016 році відбувся ребрендинг TNS Україна — компанія отримала назву Kantar TNS Україна. В 2019 році в результаті об'єднання усіх брендів під назвою Kantar, компанія отримала назву Kantar Україна.
В Україні Kantar підтримує студентські наукові конкурси, проводить лекції, залучає студентів соціологів та маркетологів до проходження виробничої практики в компанії.
У 2017 році Kantar разом з Національним університетом «Києво-Могилянська академія» та іменним фондом Ігоря Ткаченка оголосили конкурс на отримання річної стипендії для студентів соціологів.
З серпня 2019 року компанія проводить освітні заходи Kantar Talks для бізнесу.
У 2021 році компанія стала членом Європейської бізнес асоціації.
Компанія займається дослідженням брендів, інновацій, ритейлу, digital та медіа, креативу та комунікацій, вивчає досвід споживачів.
Компанія має ряд постійних дослідницьких проектів: Kantar MMI, DAR, Kantar Online Track, Kantar CMeter.

## Глобальна діяльність холдингу
Kantar Group засновано в 1992 році в Лондоні. Холдинг займається маркетинговими дослідженнями у різних сферах, включаючи моніторинг соціальних мереж, ефективність реклами, поведінку споживачів, громадську думку.
Kantar Group — британська компанія по дослідженню ринку, заснована в 1992 році. Kantar об'єднує 13 дослідних і консалтингових компаній. В її штаті понад 19 000 співробітників, що працюють в 100 країнах в різних дослідницьких дисциплінах, включаючи моніторинг соціальних мереж, ефективність реклами, поведінку споживачів і покупців та громадську думку. З 2019 року контрольний пакет акцій належить Bain Capital Private Equity. Раніше вона була частиною WPP. Глобальна штаб-квартира компанії розташована в Лондоні, Англія. Основними конкурентами є GfK, GlobalData, Nielsen та Ipsos.
У квітні 2019 року Kantar об'єднав всі свої бренди, такі як Kantar TNS, Kantar Millward Brown, Kantar Media і Kantar Worldpanel, в Kantar. У липні 2019 року власник WPP продав 60 % акцій Kantar компанії Bain Capital Private Equity. Оцінка Kantar склала близько 4,0 млрд доларів.
У квітні 2021 року Kantar запустила Digital (Dx) Analytics solutions, що допоможе компанії аналізувати великі набори даних, такі як результати пошукових систем, розмови в соціальних мережах та огляди в Інтернеті, щоб допомогти брендам зрозуміти, що думають споживачі та як просувається їхній цифровий маркетинг.
Весною 2021 року Kantar оголосила про придбання чиказької компанії-конкурента Numerator у Vista Equity Partners.
У 2021 році Kantar підписав договір з BARB (Broadcasters Audience Research Board) тривалістю до 2029 року. Договір передбачає допомогу з боку Kantar BARB у наданні оцінки звичок телевізійного споживання у Великій Британії. Близько 7000 сімей будуть забезпечені вимірювальною технікою Kantar People Meter 7, яка буде встановлена разом з Kantar Focal Meter, для вимірювання споживацьких звичок на телевізорах, планшетах, ПК і смартфонах.
Kantar має офіси на 90 ринках, включаючи Велику Британію та Ірландію, Північну Америку, Іспанію, Францію, Італію, Китай і Бразилію. Його глобальна штаб-квартира знаходиться в Лондоні.